# Стары Ольса
Стары Ольса — группа средневековой белорусской музыки.

## История
Появилась в 1999 году.
Создатель и руководитель Дмитрий Сосновский. Название группы происходит от реки в западной Могилёвщине, протекающей через Кличевский район и на которой стоит город Кличев. Кроме проведения собственных театрализованных концертов, группа выступает на фестивалях средневековой культуры, рыцарских турнирах и фольклорных фестивалях.

## Участники
- Дмитрий Сосновский — дуды (белорусские волынки), гусли, колёсная лира, вокал, тромбамарина, (в ранних альбомах также: гусли, мандолина, варган)
- Илья Кублицкий — лютня, цистра, (в ранних альбомах также: колёсная лира, ударные, варган)
- Алесь Чумаков — средневековые жалейки, гусли, ребек, цистра, основной вокал (в ранних альбомах также: перкуссия, кантеле, колёсная лира, мандолина)
- Мария Шарий — флейты (сопилки), средневековые жалейки
- Сергей Тапчевский — ударные, перкуссия, тромбамарина, вокал
- Алексей Войтех — ударные, перкуссия

## Бывшие участники
- Оксана Костян: флейта, шалмей, свирель (до 2008 года)
- Екатерина Радзивилова: блок-флейта, флейта, шалмей, свирель, гусли, окарина (до 2005 года)
- Андрей Апанович — ударные, сопилка (альт); (на концертах редко: дуда); (в ранних альбомах также: вокал, варган) до 2015 года

## Репертуар
- Белорусские народные баллады и воинские песни
- Белорусские народные танцы
- Произведения белорусских композиторов эпохи Ренессанса
- Композиции из белорусских сборников придворной музыки («Полацкі сшытак», «Віленскі сшытак»)
- Белорусские канты XVI — начала XVII столетий
- Европейские популярные мелодии эпохи средневековья и Ренессанса
- Хиты рок-музыки в этно-обработке[1]

## Сотрудничество
- Со многими клубами исторической реконструкции Беларуси и Европы
- С музеями
- С исследовательскими центрами
- С мастерами стародавних инструментов
- С группами народной, придворной, духовной и городской старинной музыки
- С отдельными исполнителями на старинных инструментах

## Музыка
Музыка группы позволяет восстановить звучание многих забытых инструментов. Для исполнения используются максимально точные (по виду, технологии и материалам) копии старых белорусских инструментов — дуды (волынки), лиры, гуслей, свирели, варгана, окарины, сурмы, берестяной трубы, гудка, тромбомарины, барабана.
Цель — наиболее полная (по возможности) реконструкция музыкальных традиций Великого княжества Литовского, основной культурной и геополитической частью которого в XIII—XVIII веках была территория современной Беларуси. В Великом княжестве Литовском был создан уникальный синтез белорусской народной и придворной музыки с европейскими музыкальными достижениями. Ради возрождения этой культурной особенности участники группы соединяют звучание старинных белорусских инструментов и общеевропейских средневековых инструментов — лютни, ребека, цистры, флейты, арабского барабана.
Записано 11 альбомов и 1 музыкальный проект. Музыка группы вошла в 7 сборников исполнителей стародавних мелодий.
В 2003 году при группе был создан танцевальный состав — театр «Яварына», который во время выступлений знакомил зрителей со старинными танцевальными традициями. С 2006 года театр действует как отдельный коллектив, состоящий из музыкантов и танцоров.

## Дискография

### Альбомы

#### Студийные
- Келіх кола[тарашк.] (2000);
- Вір[тарашк.] (2001);
- Verbum[тарашк.] (2002);
- Скарбы літвінаў. Рэнесанс[тарашк.] (2004);
- Скарбы літвінаў. Сярэднявечча[тарашк.] (2004);
- Ладдзя роспачы (2004);
- Гераічны эпас (2006);
- Дрыгула (2009);
- Santa Maria[тарашк.] (2013);
- Medieval Classic Rock (2016);
- Вада, хмель і солад (2017).

#### Концертные
- Шлях[тарашк.] (2003):
- Сярэднявечная дыскатэка (2005);
- Кола рыцэрска (2016).

### Синглы
- Lipka (2019);
- Штурм замка Пулен (2020).

### Сборники
- Музыка Вялікага Княства Літоўскага (2007);
- Лепшае (2009).

1. Закляцце
2. Балада
3. Ладдзя
4. Пір
5. Трызна
6. Што й па мору
7. Танцы
8. Поўня
9. Ружа
10. Вайтоўна
11. Імжа
12. Паход
13. Келіх кола
14. Легенда
15. Брама
16. Там за халмом

1. Анёл
2. Замова
3. Бранль
4. Рэчанька
5. Пагоня
6. Trotto
7. Вір
8. Выправа
9. Codex
10. Зімовы лес
11. Дуда
12. Акарына
13. Гуслі
14. Свірэль

1. Конскі бранль
2. Курган
3. Ягелонскі рукапіс («Полацкі сшытак», XVI ст.)
4. Слова пра паход Ігаравы
5. Танец «Баторый» (Войцэх Длугарай, 80-я гг. XVI ст.)
6. Паход
7. Песня пра зубра (Мікалай Гусоўскі, 1522 г.)
8. Песня (Войцэх Длугарай, 80-я гг. XVI ст.)
9. Анёл
10. Зварот да Караля (Леў Сапега, Віленскі замак, 1588 г.)
11. Там за халмом
12. Выправа
13. Статут Вялікага княства Літоўскага 1588 г. (ратушная плошча)
14. Каралеўскі прывілей

Ранняе Сярэднявечча (Early Middle Ages)
1. Сурмы
2. Ой, Рана
3. Ула
4. Удавец
5. Стайня Вайскавая
6. Цяцерка-Падушачка

Сталае Сярэднявечча (Late Middle Ages)
1. Totentanz (XIII—XVI Стст.)
2. A Que Por (XIV—XVI Стст.)
3. Песня А Князю Вітаўце (xv-xvi Стст.)
4. Багародзіца (XIV—XVII Стст.)
5. Штурм
6. Войцэх
7. Totus Floreo (XIV—XVI Стст.)
8. У Карчме (XIV—XVI Стст.)
9. Tourdion (XIV—XVI Стст.)

Bonus Track:
1. Літвін

Enhanced Content:
1. Clip «In A Pub»

1. Прывітальны танец (Полацкі сшытак, XVI—XVII стст.)
2. Totentanz (XIII—XVI стст.)
3. Бітва пад Воршай (XVI—XVII стст.)
4. Танец дворны (Полацкі сшытак, XVI—XVII стст.)
5. Фаварыт (Дыямед Ката, XVI ст.)
6. У каралеўскім войску (XVI ст.)
7. Wascha mesa tanz (XVI ст.)
8. Сівы конь (XVII ст.)
9. Куранта (Полацкі сшытак, XVI—XVII стст.)
10. Віва (Полацкі сшытак, XVI—XVII стст.)
11. Гальярда—Балет (Віленскі сшытак, XVI—XVII стст.)
12. Tourdion (XIV—XVI стст.)
13. Дубравачка (XVI—XVII стст.)
14. Saltarello (XV—XVII стст.)
15. Marazula (XIV—XVI стст.)
16. Рыцар збройны (XVII ст.)

Bonus Track:
1. Platerspiel

Enhanced Content:
1. Clip «Live In The Reactor Club»

1. Выліваха
2. Бона Сфорца
3. Смерць
4. Ладдзя
5. Рагачоўцы
6. Шыпшына
7. Бярозка
8. Бераг смерці
9. Гульня
10. Другая гульня
11. Дарагі дар
12. Вяртанне

Аудиопроект представляет собой радиоспектакль по книге В. Короткевича, в котором тексты читаются под музыку группы.
1. U Karalevskim Vojsku (XVI Century)
2. Vajtouna (XVI Century)
3. Platerspiel (XIII Century)
4. A Que Por (XIV Century)
5. Totus Floreo (XIV Century)
6. Marazula (XIV—XVI Century)
7. Saltarello (XIV Century)
8. Tourdion (XV Century)
9. Ai Vis Lo Lop (XIII Century)
10. Rujevit
11. Totentanz (XIII Century)
12. Rycar Zbrojny (XIII Century)
13. Vojcech

Enhanced Content: 4 Videos, 35 Photos, 21 Texts & Scores
1. Слова пахвальнае Георгію (Канец 14 — пачатак 15 ст.)
2. Падымалісь чорны хмары… (Абарона Крычава) (Народная балада 13—16 стст.)
3. Песнь о велебной девици Марии (Багародзіца) (Вайсковы духоўны гімн 14—16 стст.)
4. Грунвальдская бітва 1410 г. (Вершаваная аповесць 1582 г.)
5. Пахвала Вітаўту (Панегірычны твор 1430 г.)
6. Клецкая бітва (Вершаваная аповесць 1582 г.)
7. Пахвала гетману Астрожскаму (Панегірычны твор 1514 г.)
8. Аршанская бітва (Вершаваная аповесць 1582 г.)
9. Бог прэпаяса мя сілаю (Псалом 31 і Песнь В, «Псалтыр» Ф.Скарыны 1517 г.)
10. Рыцарства ўсё сышлося (Урывак рыцарскай паэмы 1585 г.)
11. Песнь Монаршэ Вечнэму (Баявы псалом войска ВКЛ, 1580 г.)
12. У каралеўскім войску… (Народная гістарычная песня 16 ст.)
13. Прысвячэнне рыцару А.Рымшу (Аўтару шчыры сябра) (Панегірычны твор 1585 г.)
14. Рэвель (Панегірычны твор 1614 г.)
15. Песнь а Будзіне (Вайсковая песня 1686 г.)
16. Спявалі уланы… (Народная балада 17—18 стст.)
17. Рыцар Байда (Народная балада 16 ст.)

1. Песнь а Будзіне (XVII ст.)
2. Грунвальдская бітва (XVI ст.)
3. Пахвала Вітаўту (XV ст.)
4. Рыцарства сышлося (XVI ст.)
5. Фаварыт (XVI ст.)
6. Прысвячэнне А.Рымшу (XVI ст.)
7. Гальярда-Балет (XVI ст.)
8. Рэвель (XVI ст.)
9. Багародзіца (XV ст.)
10. Песнь Монаршэ вечнэму (XVI ст.)
11. Песня а князю Вітаўце (XV ст.)
12. Абарона Крычава (XV ст.)
13. Рыцар Байда (XVI ст.)
14. У каралеўскім войску (XVI ст.)
15. Танец Дворны (XVII ст.)
16. Куранта (XVII ст.)
17. Віва (XVII ст.)
18. Прывітальны танец (XVII ст.)

1. У карчме
2. Saltarello
3. Літвін
4. Гальярда-Балет
5. Бітва пад Воршай
6. Шлях
7. Witany
8. Песня а князю Вітаўце
9. Drumul Draculi
10. Келіх кола
11. Totentanz
12. Ружа
13. Абарона Крычава
14. Рыцар Байда
15. Bransle les Lavandieres
16. Taniec
17. Руевіт (D.J. Anton Mix)
18. Dryguła (D.J. Anton Mix)
19. У карчме (D.J. Anton Mix)

1. Dryguła
2. Bransle les Lavandieres
3. Fatalia Blazenska
4. La brosse
5. Pasamezzo
6. Taniec
7. Galiarda
8. Pagamoszka
9. Trotto
10. Niemiec
11. Taniec
12. Witany
13. Drumul Draculi

1. Ave Maria (Cuncti simus concanentes, Llibre Vermell de Montserrat, XIV ст. Пер.: З.Сасноўскі)
2. Saltarello (Diomedes Cato, 1560 — пасля 1619, «Віленскі сшытак»)
3. Balkano («Полацкі сшытак», XVI—XVII ст.)
4. Nuovo («Полацкі сшытак», XVI—XVII ст.)
5. Ciupa («Полацкі сшытак», XVI—XVII ст.)
6. Eiusdem nationis (Wojciech Długoraj, 1557 — пасля 1619)
7. Pasterz («Полацкі сшытак», XVI—XVII ст.)
8. Sliczna kwiecie («Полацкі сшытак», XVI—XVII ст.)
9. Tryton («Полацкі сшытак», XVI—XVII ст.)
10. Schöner deutscher dantz (Valentin Bakfark, 1507—1576)
11. Cantario («Полацкі сшытак», XVI—XVII ст.)
12. Totentanz (XIII ст.)
13. Maci karaleva (Quen a omagen da virgin, Alfonso X el Sabio, XIII ст. Пер.: З.Сасноўскі

1. Ave Maria («Заспявай адзінай Панне»). Религиозная песня XIV в.
2. Цюпа («Полоцкая тетрадь»), XVI—XVII в.
3. Сем радасцяў (Los Set Gotxs). Религиозная песня, XIV ст.
4. Грунвальдская бітва 1410 г. Стихотворная повесть 1582 г.
5. Два крукі. Шуточная студенческая песня, XVI в.
6. Аршанская бітва. Стихотворная повесть 1582 г.
7. Вада, хмель, солад. Застольная песня, XV в.
8. «Падымалісь чорны хмары…» (Абарона Крычава). Народная баллада XIII−XVI вв.
9. Balkano («Полоцкая тетрадь»), XVI—XVII в.
10. Пахвала князю Вітаўту, отрывок из поэмы Н. Гусовского «Песня про зубра», 1523 г.
11. Кола рыцэрска. Застольная песня, XV в.
12. Літвін (музыка народная, слова З. Сосновского по мотивам народного творчества)

1. Highway to Hell – AC/DC
2. Another Brick in the Wall, Pt. 2 – Pink Floyd
3. Californication – Red Hot Chili Peppers
4. A Hard Day’s Night – The Beatles
5. One – Metallica
6. Child in Time – Deep Purple
7. Ob-La-Di, Ob-La-Da (instrumental) – The Beatles
8. Iron Man – Black Sabbath
9. Ai Vis Lo Lop / Smells Like Teen Spirit (instrumental) – Trad. / Nirvana

1. Паход на Франкфурт
2. Пахвала князю Вітаўту
3. Вада, хмель і солад
4. Заснаванне Вільні
5. Кола рыцэрска
6. Сем радасцяў
7. У адваротны шлях
8. Гімн студэнтаў
9. Маразуля
10. А дзе ж тыя ваяры
11. У карчме
12. Два крукі
13. Курдэш
14. Келіх кола

Сборники
1. Войцех
2. Тотэнтанц
3. Карла
4. Закляцце
5. Гальярда-Балет-Гальярда
6. Выправа
7. А Que Por
8. Танцы
9. Пір
10. Літвін
11. Руевіт
12. Праклён
13. Конскі бранль
14. Анёл
15. Брама
16. Шлях

## Видеоклипы
- «Шлях» (2009)
- «VITAUT» (2008)
- «DRYHULA» (Remix) (2008)
- «У карчме» (Remix) (2008)
- «Літвін» (2008)
- «У карчме» (2004)